# Anterhynchium yunnanense
Anterhynchium yunnanense är en stekelart som beskrevs av Giordani Soika 1973. Anterhynchium yunnanense ingår i släktet Anterhynchium och familjen Eumenidae. Inga underarter finns listade i Catalogue of Life.